# Élections sénatoriales de 2014 dans les Deux-Sèvres
Les élections sénatoriales de 2014 dans les Deux-Sèvres ont lieu le dimanche 28 septembre 2014. Elles ont pour but d'élire les deux sénateurs représentant le département au Sénat pour un mandat de six années.

## Contexte départemental
Le département des Deux-Sèvres fait partie des départements appartenant, avant la réforme de l'élection des sénateurs, à la série C. La moitié de cette série, dont les sénateurs ont été renouvelés pour la dernière fois en 2004, a été intégrée à la nouvelle série 1 renouvelée en 2011, l'autre moitié, dont les Deux-Sèvres, rejoint la Série 2 renouvelable en 2014. Les sénateurs sortants ont donc effectué un mandat de 9 ans, prolongé d'un an par le décalage des élections municipales et sénatoriales de 2007. 
Lors des Élections sénatoriales de 2004 dans les Deux-Sèvres, deux sénateurs ont été élus au scrutin majoritaire : Michel Bécot et André Dulait, tous deux membres de l'UMP. L'un comme l'autre ont annoncé qu'ils n'étaient pas candidats à un nouveau mandat en 2014. 
Depuis 2004, le collège électoral, constitué des grands électeurs que sont les sénateurs sortants, les députés, les conseillers régionaux, les conseillers généraux et les délégués des conseils municipaux, a été entièrement renouvelé. 
Le corps électoral appelé à élire les nouveaux sénateurs résulte des élections législatives de 2012 qui ont donné les trois députés du département au PS, les élections régionales de 2010 qui ont conforté la majorité de gauche au conseil régional de Poitou-Charentes, les élections cantonales de 2008 qui ont fait basculer à gauche le département et de 2011 qui ont laissé inchangé le rapport de force au sein de l'assemblée départementale, et surtout les élections municipales de 2014 qui ont vu un net recul de la gauche qui, pour ce qui est des communes de plus de 5 000 habitants, a perdu des points d'ancrage forts à commencer par Niort conquise par une équipe trans-partisane, mais également Aiffres et La Crèche.

## Rappel des résultats de 2004
| Candidat et parti politique | Candidat et parti politique | Candidat et parti politique | Premier tour | Premier tour | Second tour | Second tour |
| Candidat et parti politique | Candidat et parti politique | Candidat et parti politique | Voix         | %            | Voix        | %           |
| --------------------------- | --------------------------- | --------------------------- | ------------ | ------------ | ----------- | ----------- |
|                             | Michel Bécot                | UMP                         | 492          | 46,64        | 607         | 57,37       |
|                             | André Dulait                | UMP                         | 480          | 45,50        | 606         | 57,28       |
|                             | Jean-Luc Drapeau            | PS                          | 349          | 33,08        | 449         | 42,44       |
|                             | Françoise Bély              | PS                          | 298          | 28,25        | 426         | 40,26       |
|                             | Jacques Brossard            | UDF                         | 133          | 12,61        | Retrait     | Retrait     |
|                             | Simone Gendreau-Donnefort   | UDF                         | 109          | 10,33        | Retrait     | Retrait     |
|                             | Norbert Béalu               | Verts                       | 42           | 3,98         | Retrait     | Retrait     |
|                             | Nicolle Gravat              | Verts                       | 34           | 3,22         | Retrait     | Retrait     |
|                             | Jeanine Zeekaff             | PCF                         | 24           | 2,27         | Retrait     | Retrait     |
|                             | Jean-Romée Charbonneau      | FN                          | 5            | 0,47         | 0           | 0,00        |
|                             |                             |                             |              |              |             |             |
| Inscrits                    | Inscrits                    | Inscrits                    | 1 072        | 100,00       | 1 072       | 100,00      |
| Abstentions                 | Abstentions                 | Abstentions                 | 9            | 0,84         | 5           | 0,47        |
| Votants                     | Votants                     | Votants                     | 1 063        | 99,16        | 1 067       | 99,53       |
| Blancs et nuls              | Blancs et nuls              | Blancs et nuls              | 8            | 0,75         | 9           | 0,84        |
| Exprimés                    | Exprimés                    | Exprimés                    | 1 055        | 99,25        | 1 058       | 99,16       |

## Sénateurs sortants
| Sénateur | Sénateur     | Parti | Fonctions lors de l'élection en 2004  |
| -------- | ------------ | ----- | ------------------------------------- |
|          | Michel Bécot | UMP   | Sénateur sortant, maire de Moncoutant |
|          | André Dulait | UMP   | Sénateur sortant, maire de Ménigoute  |

## Collège électoral
En application des règles applicables pour les élections sénatoriales françaises, le collège électoral appelé à élire les sénateurs des Deux-Sèvres en 2014 se compose de la manière suivante,,,,:
| Délégués des communes |                        |                       |                       |          |                     |
| | Conseillers municipaux | Délégués / commune    | Communes concernées   | Délégués | % collège électoral |
| Délégués des communes de moins de 9 000 habitants |                        |                       |                       |          |                     |
| - communes de < 100 habitants | 7                      | 1                     | 9                     | 9        | 0,84%               |
| - communes de < 500 habitants | 11                     | 1                     | 122                   | 122      | 11,33%              |
| - communes de < 1500 habitants | 15                     | 3                     | 109                   | 327      | 30,36%              |
| - communes de < 2 500 habitants | 19                     | 5                     | 34                    | 170      | 15,78%              |
| - communes de < 3 500 habitants | 23                     | 7                     | 7                     | 49       | 4,55%               |
| - communes de < 5 000 habitants | 27                     | 15                    | 2                     | 30       | 2,79%               |
| - communes de < 9 000 habitants | 29                     | 15                    | 5                     | 75       | 6,96%               |
| Délégués des communes de 9 000 à 29 999 habitants |                        |                       |                       |          |                     |
| - communes de < 10 000 habitants | 29                     | 29                    | 1                     | 29       | 2,69%               |
| - communes de < 20 000 habitants | 33                     | 33                    | 2                     | 66       | 6,13%               |
| - communes de < 30 000 habitants | 35                     | 35                    | 0                     | 0        | 0,00%               |
| Délégués des communes de 30 000 habitants et plus |                        |                       |                       |          |                     |
| - Niort (57 813 hab.) | 45                     | 79                    | 1                     | 79       | 7,34%               |
| Délégués des communes bénéficiant des dispositions particulières pour les communes fusionnées                                                                                              |                        |                       |                       |          |                     |
| Mauléon, Celles-sur-Belle, Airvault, Mauzé-Thouarsais, Champdeniers-Saint-Denis, Argenton-l'Église, Cersay, Chizé, Assais-les-Jumeaux, Gournay-Loizé, Fontenille-Saint-Martin-d'Entraigues |                        |                       | 11                    | 71       | 6,59%               |
| Délégués des communes | Délégués des communes  | Délégués des communes | Délégués des communes | 1 027    | 95,36%              |
| Conseillers généraux | Conseillers généraux   | Conseillers généraux  | Conseillers généraux  | 33       | 3,06%               |
| Conseillers régionaux | Conseillers régionaux  | Conseillers régionaux | Conseillers régionaux | 12       | 1,11%               |
| Députés | Députés                | Députés               | Députés               | 3        | 0,28%               |
| Sénateurs | Sénateurs              | Sénateurs             | Sénateurs             | 2        | 0,19%               |
| Total | Total                  | Total                 | Total                 | 1077     | 100.00%             |

1. ↑  Dans les communes de moins de 9 000 le conseil municipal élit en son sein des délégués dont le nombre dépend de la taille de la commune.
2. ↑  Dans les communes de 9 000 à 29 999 habitants, tous les conseillers municipaux sont délégués. Il n'y a pas de délégués supplémentaires
3. ↑  Dans les communes de plus de 30 000 habitants, tous les conseillers municipaux sont délégués et, en complément, le conseil municipal désigne des délégués supplémentaires à raison d'un par tranche de 800 habitants au-delà de 30 000 habitants
4. ↑  « Dans le cas où le conseil municipal est constitué par application des articles L. 2113-6 et L. 2113-7 du code général des collectivités territoriales relatif aux fusions de communes dans leur rédaction antérieure à la loi n° 2010-1563 du 16 décembre 2010 de réforme des collectivités territoriales, le nombre de délégués est égal à celui auquel les anciennes communes auraient eu droit avant la fusion. » (Code électoral, article L284)

## Présentation des candidats
Les nouveaux représentants sont élus pour une législature de 6 ans au suffrage universel indirect par les grands électeurs du département. Dans les Deux-Sèvres, les deux sénateurs sont élus au scrutin majoritaire à deux tours. Ils sont 10 candidats dans le département, chacun avec un suppléant.
| N°  | Candidats | Candidats                  | Parti | Principales fonctions                              |
| --- | --------- | -------------------------- | ----- | -------------------------------------------------- |
| T01 |           | Léopold Moreau             | UMP   | Conseiller général, maire de Saint-Maixent-l'École |
| S01 |           | Marie Jarry                | UMP   |                                                    |
| T02 |           | Nathalie Lanzi             | PS    | Conseillère régionale                              |
| S02 |           | Pascal Bironneau           | PS    | Conseiller général                                 |
| T03 |           | Annie Tabourier            | DVD   |                                                    |
| S03 |           | Paul Guillaume             | DVD   |                                                    |
| T04 |           | Philippe Mouiller          | UMP   | Conseiller régional, maire de Moncoutant           |
| S04 |           | Marie-Pierre Missioux      | DVD   | Maire de Cherveux                                  |
| T05 |           | André Béville              | PS    | Maire de Saint-Jean-de-Thouars                     |
| S05 |           | Muriel Sabourin-Benelhadji | PS    |                                                    |
| T06 |           | Xavier Argenton            | UDI   | Conseiller régional, maire de Parthenay            |
| S06 |           | Sylvie Magnain             | UDI   | Adjointe au maire de Chef-Boutonne                 |
| T07 |           | Cyril Giraud               | FN    |                                                    |
| S07 |           | Élizabeth Michel           | FN    |                                                    |
| T08 |           | Jean-Marie Morisset        | UMP   | Conseiller général                                 |
| S08 |           | Estelle Gerbaud            | DVD   | Conseillère générale                               |
| T09 |           | Virginie Leonard           | EELV  |                                                    |
| S09 |           | Cyril Pouclet              | EELV  |                                                    |
| T10 |           | Vincent Furstoss           | EELV  |                                                    |
| S10 |           | Claire-Lise Calladine      | EELV  |                                                    |

## Résultats
| Candidat et parti politique | Candidat et parti politique | Candidat et parti politique | Premier tour | Premier tour | Second tour | Second tour |
| Candidat et parti politique | Candidat et parti politique | Candidat et parti politique | Voix         | %            | Voix        | %           |
| --------------------------- | --------------------------- | --------------------------- | ------------ | ------------ | ----------- | ----------- |
|                             | Philippe Mouiller           | UMP                         | 508          | 48,47        | 716         | 68,19       |
|                             | Nathalie Lanzi              | PS                          | 384          | 36,64        | 500         | 47,62       |
|                             | Jean-Marie Morisset         | UMP                         | 247          | 23,57        | 528         | 50,29       |
|                             | André Béville               | PS                          | 242          | 23,09        |             |             |
|                             | Léopold Moreau              | UMP                         | 225          | 21,47        |             |             |
|                             | Xavier Argenton             | UDI                         | 187          | 17,84        |             |             |
|                             | Virginie Leonard            | EELV                        | 56           | 5,34         |             |             |
|                             | Vincent Furstoss            | EELV                        | 30           | 2,86         |             |             |
|                             | Annie Tabourier             | DVD                         | 24           | 2,29         |             |             |
|                             | Cyril Giraud                | FN                          | 19           | 1,81         | 21          | 2,00        |
|                             |                             |                             |              |              |             |             |
| Inscrits                    | Inscrits                    | Inscrits                    | 1 077        | 100,00       | 1 077       | 100,00      |
| Abstentions                 | Abstentions                 | Abstentions                 | 12           | 1,11         | 6           | 0,56        |
| Votants                     | Votants                     | Votants                     | 1 065        | 98,89        | 1 071       | 99,44       |
| Blancs                      | Blancs                      | Blancs                      | 6            | 0,56         | 12          | 1,12        |
| Nuls                        | Nuls                        | Nuls                        | 11           | 1,03         | 9           | 0,84        |
| Exprimés                    | Exprimés                    | Exprimés                    | 1 048        | 98,40        | 1 050       | 98,04       |